# Prentiss County
Das Prentiss County ist ein County im US-amerikanischen Bundesstaat Mississippi. Im Jahr 2020 hatte das County 25.008 Einwohner und eine Bevölkerungsdichte von 23,3 Einwohnern pro Quadratkilometer. Der Verwaltungssitz (County Seat) ist Booneville, das nach Daniel Boone benannt wurde, einem US-amerikanischen Pionier und Grenzer, der den so genannten Wilderness Trail erschloss und die Stadt Boonesborough in Kentucky gründete. Das County gehört zu den Dry Countys, was bedeutet, dass der Verkauf von Alkohol eingeschränkt oder verboten ist.

## Geografie
Das County liegt fast im äußersten Nordosten von Mississippi und ist etwa 25 km von Alabama sowie Tennessee entfernt. Es hat eine Fläche von 1083 Quadratkilometern, wovon neun Quadratkilometer Wasserfläche sind. An das Prentiss County grenzen folgende Nachbarcountys:
| Tippah County | Alcorn County |                   |
| Union County  |               | Tishomingo County |
| Lee County    |               | Itawamba County   |

## Geschichte
Das Prentiss County wurde am 15. April 1870 aus Teilen des Tishomingo County gebildet. Benannt wurde es nach Seargent Smith Prentiss (1808–1850), einem Abgeordneten des US-Repräsentantenhauses (1838–1839).
Ein Ort im County ist im National Register of Historic Places eingetragen (Stand 2. Februar 2018), der Downtown Booneville Historic District.

## Demografische Daten
Nach der Volkszählung im Jahr 2010 lebten im Prentiss County 25.276 Menschen in 9570 Haushalten. Die Bevölkerungsdichte betrug 23,5 Einwohner pro Quadratkilometer. In den 9570 Haushalten lebten statistisch je 2,58 Personen.
Ethnisch betrachtet setzte sich die Bevölkerung zusammen aus 84,1 Prozent Weißen, 14,4 Prozent Afroamerikanern, 0,3 Prozent amerikanischen Ureinwohnern, 0,2 Prozent Asiaten sowie aus anderen ethnischen Gruppen; 1,0 Prozent stammten von zwei oder mehr Ethnien ab. Unabhängig von der ethnischen Zugehörigkeit waren 1,2 Prozent der Bevölkerung spanischer oder lateinamerikanischer Abstammung.
23,2 Prozent der Bevölkerung waren unter 18 Jahre alt, 60,9 Prozent waren zwischen 18 und 64 und 15,9 Prozent waren 65 Jahre oder älter. 51,0 Prozent der Bevölkerung war weiblich.

Das jährliche Durchschnittseinkommen eines Haushalts lag bei 31.262 USD. Das Pro-Kopf-Einkommen betrug 17.068 USD. 22,1 Prozent der Einwohner lebten unterhalb der Armutsgrenze.

## Ortschaften im Prentiss County
| Citys - Baldwyn1 - Booneville | Towns - Jumpertown - Marietta |

Unincorporated Communities
| - Altitude - Blackland - Geeville - New Site | - Osborne Creek - Thrasher - Wheeler |

1 – teilweise im Lee County

## Gliederung
Das Prentiss County ist in fünf durchnummerierte Distrikte eingeteilt:
| Distrikt | Einwohner (2010) | FIPS     |
| -------- | ---------------- | -------- |
| 0        | 5332             | 28-90531 |
| 0        | 5342             | 28-91269 |
| 0        | 5126             | 28-92007 |
| 0        | 4581             | 28-92745 |
| 0        | 4895             | 28-93483 |